# Mohamed Jilani Maaref
Mohamed Jilani Maaref, né le 27 octobre 1991 à Mahdia, est un handballeur tunisien jouant au poste d'arrière gauche.
En 2011, il termine avec la sélection tunisienne à la troisième place du championnat du monde junior.
En 2013, il est convoqué par l’entraîneur de la sélection tunisienne pour participer au championnat du monde et remplacer son coéquipier Amine Bannour blessé lors de cette compétition.

## Carrière
- 2010-2012 : El Makarem de Mahdia (Tunisie)
- 2012-2017 : Club africain[2] (Tunisie)
- 2017-2024 : Al Arabi Qatar (Qatar)
- depuis 2024 : Club africain (Tunisie)

## Palmarès

### Clubs
- Vainqueur du championnat de Tunisie : 2015
- Vainqueur de la coupe de Tunisie : 2015
- Vainqueur du championnat arabe des clubs champions : 2012
- Médaille de bronze à la Ligue des champions d'Afrique 2013 (Maroc)
- Médaille d'or à la Ligue des champions d'Afrique 2014 (Tunisie)
- Médaille d'or à la Supercoupe d'Afrique 2015 (Gabon)

### Équipe nationale

#### Championnat du monde de handball
- 11e au championnat du monde 2013 (Espagne)

#### Autres
- Médaillé de bronze au championnat du monde junior 2011 (Grèce)